# 岸田純之助
岸田 純之助（きしだ じゅんのすけ、1920年3月22日 - 2012年9月25日）は、日本の科学ジャーナリスト。

## 経歴
鳥取県出身。東京帝国大学第一工学部卒業。大日本帝国海軍で航空機設計に従事。1946年朝日新聞社に入社。『科学朝日』編集部員、論説委員を経て、1977年論説主幹。1985年日本総合研究所 (財団法人) 会長。1994年日本科学技術ジャーナリスト会議会長。日本原子力文化振興財団監事、日本総合研究所名誉会長。
2012年9月25日、肺炎のために死去。92歳没。

## 著書
- 『新しい科学の話』（偕成社、絵とき百科） 1958
  - 『新しい科学の話』（偕成社、絵ときシリーズ） 1963
- 『21世紀の夢』（国土社、みつばち図書館） 1959
- 『月着陸A-OK 見てきたアメリカ宇宙基地』（早川書房、ハヤカワ・ライブラリー） 1962
- 『宇宙にいどむ』（あかね書房、少年少女宇宙の科学） 1963
- 『科学と発明発見』（偕成社、目で見る児童百科） 1964
  - 『科学と発明発見 現代の科学技術』（偕成社、小学生百科） 1968
- 『現代の戦争 新兵器競争から軍縮へのプログラム』（講談社、ブルーバックス） 1965
- 『核の周辺』（雪華社） 1967
- 『宇宙開発 宇宙空間への挑戦』（筑摩書房、筑摩総合大学） 1969
- 『技術 - その周辺』（日本経営出版会） 1969
- 『自主技術の開発 工学の新しい手法』（日本放送出版協会、NHK技術新時代） 1970
- 『情報化社会の生き方・考え方』（日本生産性本部） 1970
- 『技術文明の再点検 テクノロジー・アセスメント時代へ』（日本生産性本部） 1972
- 『核』（学陽書房） 1975
- 『新文明論 現代はどこへ行こうとするのか』（学陽書房） 1977
- 『1980年代の科学技術』（現代研究会、現代セミナー） 1980
- 『情報化新時代』（大阪書籍、朝日カルチャーブックス） 1984
- 『私たちの暮らしとエネルギー 21世紀を展望する』（エネルギーと暮らし・市民の会） 1984
- 『技術文明論 21世紀へのメッセージ』（中央経済社） 1985
- 『平和国家日本の原子力』（電力新報社） 1990
- 『八十年の回想』（講談社出版サービスセンター） 2003

## 共編著
- 『科学時代』全5巻（丹羽小弥太, 林克也共著、筑摩書房） 1961
- 『未来の世界』（高木純一共著、小学館、科学図説シリーズ） 1963
- 『明日のくらしをかえる3E革命』（編、日本生産性本部） 1967
- 『エンジニアへの手紙』（編、ダイヤモンド社） 1967
- 『新しい10年 ソフトな時代のトータル・ビジョン』（編、ダイヤモンド社） 1970
- 『70年代の国際関係 多極化時代のシステム・アプローチ』（関寛治, 武者小路公秀共著、ぺりかん社） 1970
- 『豊かさのなかの危機 新しい「幸福論」への試み』（高坂正堯, 力石定一共著、日本経営出版会） 1970
- 『講座情報化時代の教育』（木原健太郎共編著、明治図書出版） 1972
- 『明日のエネルギー サンシャイン計画のすべて』（編、日本生産性本部、JPC選書） 1975
- 『日本の将来を読む 朝日論説室スタッフの大胆な展望』（編、学陽書房） 1980
- 『交渉力の研究 国家から個人までを貫く法則』（高瀬昭治共著、学陽書房） 1981
- 『日本の成熟と未成熟 朝日論説室スタッフが鋭く指摘する』（編著、学陽書房） 1981
- 『近未来技術情報』（編著、世界経済情報サービス） 1992

## 翻訳
- 『ソビエトの人工衛星・宇宙旅行』（金光不二夫, 袋一平共編訳、三一書房） 1957
- 『宇宙船ボストーク 第1号から月計画へ』（W・G・バーチェット, A・パーディ、岩波新書） 1962
- 『地球は青かった』（ガガーリン、あかね書房、少年少女20世紀の記録） 1963
- 『戦争研究』（ブラッケット、立花昭共訳、みすず書房） 1964
- 『宇宙空間の開発 米ソの記録と展望』（金光不二夫共訳編、築地書館） 1965
- 『核の時代 現代史戦後篇』（グロッジンス, ラビノビッチ編、高榎尭共訳、みすず書房） 1965
- 『2018年』（米外交問題研究所編、タイムライフインターナショナル、タイムライフブックス） 1969
- 『コンピュータ文明』（N・ホウクス、ティビーエス・ブリタニカ） 1976